# Villegenon
Villegenon ist eine französische Gemeinde mit 215 Einwohnern (Stand: 1. Januar 2022) im Département Cher in der Region Centre-Val de Loire. Sie gehört zum Arrondissement Bourges und zum Kanton Sancerre.

## Geographie
Villegenon liegt in Zentralfrankreich, etwa 42 Kilometer nördlich von Bourges. Umgeben wird Villegenon von den Nachbargemeinden Dampierre-en-Crot im Nordwesten und Norden, Vailly-sur-Sauldre im Norden und Nordosten, Thou im Osten, Jars im Südosten und Süden, Ivoy-le-Pré im Süden und Südwesten sowie Oizon im Westen und Nordwesten.

## Bevölkerungsentwicklung
| Jahr                       | 1962 | 1968 | 1975 | 1982 | 1990 | 1999 | 2006 | 2019 |
| Einwohner                  | 473  | 403  | 327  | 271  | 260  | 245  | 227  | 214  |
| Quellen: Cassini und INSEE |      |      |      |      |      |      |      |      |

## Sehenswürdigkeiten
- Kirche Saint-Georges aus dem 15. Jahrhundert, seit 1930 Monument historique
- Schloss aus dem 15. Jahrhundert